# TwentyInchBurial
TwentyInchBurial est un groupe de metalcore portugais, originaire de Lisbonne. Ce groupe est très réputé pour ses concerts qui finissent en bagarre et en confrontation avec la police. Le groupe se sépare en 2012.

## Biographie
TwentyInchBurial est formé en 2000 à Lisbonne.
Ils ont déjà participé au Super Bock Super Rock à Lisbonne et au Festival de Vilar de Mouros.
Ils se produisent également au Paradise Club de Lisbonne et au Hard Club de Porto. En 2004, le groupe publie son album How Much Will We Laugh and Smile? qui est bien accueilli par l'ensemble de la presse spécialisée,. Il suit deux ans plus tard, en 2006, d'un nouvel album intitulé Radio Venom.
Le groupe se sépare en 2007. Entretemps, Ricardo Correia forme le groupe  We Are the Damned, Rui Brás et João P. Fulgêncio deviennent membres de For the Glory et Nuno Silva est recruté par le groupe Hills Have Eyes. En 2010, le groupe se reforme et joue à Porto et Lisbonne. En 2012 sort l'album Bloody Octopus. En juillet, ils participent au Rockline Tribe Fest.

## Membres

### Derniers membres
- Alexandre Carvalho Mendes - basse, chant
- Luís Zenha Tavares – batterie
- João Pedro Fulgêncio – guitare
- Ricardo da Rocha Correia – guitare
- Rui Miguel Brás – chant

### Anciens membres
- Nuno Vicente - basse
- Ruben Vilas – batterie
- Ricardo Moreira – chant

## Discographie
- 2000 : History of a Lifetime
- 2001 : Send Cristal
- 2002 : Heavy Metal is the Law
- 2003 : The Void we Carry
- 2004 : How Much Will We Laugh and Smile?
- 2006 : Radio Venom !
- 2012 : Bloody Octopus